# نیروی کماندویی گارود
نیروی کماندویی گارود (انگلیسی: Garud Commando Force) یگان نیروهای ویژه زیرمجموعه نیروی هوایی هند است، که در سال ۲۰۰۴ تأسیس شد.